# بابی جولیچ
بابی جولیچ (انگلیسی: Bobby Julich؛ زادهٔ ۱۸ نوامبر ۱۹۷۱) دوچرخه‌سوار اهل ایالات متحده آمریکا است.
وی در مسابقات کشوری و بین‌المللی در مجموع برندهٔ ۱ مدال نقره شده‌است.